# Igen
Igen, är Pierre Isacssons fjärde soloalbum från 1977. Albumet producerades av Leif Carlquist och gavs ut av Polydor.

## Låtlista
1. Ännu en dag, ännu en tid (Pierre Isacsson)
2. Hemma (Pierre Isacsson)
3. Vem gav dej lov (Tommy Rosvall, Ewa Svedbranth-Isacsson)
4. Angelina (Pierre Isacsson)
5. Tror du solen räcker till oss (Pierre Isacsson, Åke Strömmer)
6. Ligg lågt (Håkan Thanger, Pierre Isacsson)
7. Don Quijote (Pierre Isacsson)
8. Igen (Pierre Isacsson)
9. Julmarknadskväll (Pierre Isacsson)
10. Sista bussen hem till mig (Midnight dog) (Leroy, Kongos, Åke Strömmer)
11. Du är mitt hav (Play Me) (Neil Diamond, E. Boberg)
12. En ragtimemelodi (Pierre Isacsson)